# 健諾迪斯房地產投資法人
健諾迪斯房地產投資法人(Kenedix Realty Investment Corporation 或 ケネディクス不動産投資法人)，（東證1部：8972）由日本健諾迪斯房產信託管理股份有限公司旗下信託管理，主要經營日本所有地區房地產產業。包括東京、神奈川、千葉縣等地區資產。
其每年財政年度終止日定為8月31日。
其股份自2005年於東京證券交易所房地產信託基金板上市。